# Habitica
Habitica, dříve HabitRPG, je on-line aplikace pro správů úkolů provozovaná HabitRPG, Inc. Na rozdíl od většiny podobných programů, Habitica má podobu RPG hry. Habitica je open source projekt.

## Koncept
Habitica je webové aplikace pro osobní rozvoj s herními prvky které hráči pomáhají sledovat a udržovat motivaci k dosažení svých cílů.
Aplikaci je v podobě RPG hry, ve které hráč sbírá předměty, jako jsou zlato a brnění, aby se stala silnější. Odměny jsou získávány prostřednictvím dosažení stanovených cílů, návyků a úkolů ve skutečné životě.

### Návyky
V Habitica, jsou Návyky dlouhodobé cíle, které mají být přeměněny v nové návyky. Tyto „Návyky“ mohou být nastaveny buď jako „pozitivní“ nebo „negativní“, nebo obojí. Například:
- předdefinovaný Návyk „1 hodina produktivní práci“. To je pozitivní Návyk: pokud uživatel odvede hodinu produktivní práce, získá zkušenostní body a zlato.
- předdefinovaný Návyk „Jíst nezdravé jídlo“. To je negativní Návyk: pokud uživatel jí nezdravé jídlo, ztratí zdraví.
- předdefinovaný Návyk „Chodit po schodech“. To je pozitivní i negativní Návyk: pokud uživatel použije schody, získává zkušenosti a zlato. Pokud se jim vyhne, ztratí zdraví.

Pokud uživatel plní pozitivní Zvyk často, změní barvu na zelenou. To znamená, že dělá dobrou práci, pro svůj  Návyky. Na druhou stranu, pokud uživatel často provádí negativní Návyky, začne červenat a zvyšovat škody způsobené na jeho zdraví. Když hráč získá dost zkušenostních bodů, získá novou úroveň, která obnoví jeho zdraví.

### Úkoly
Habitica používá Úkoly, pro návyky které jsou konečné, plánované, a pravidelně opakovatelné. Úkoly jsou doplněny zaškrtávacím políčkem: uživatel si nastaví své Úkoly v předstihu, a kontroluje, co má dokončeno v průběhu dne. Dokončením Úkolu uživatel získá zkušenosti a zlato; Úkoly, které uživatel nedokáže dokončit do konce dne mají za následek ztrátu zdraví.

### Cíle
Cíle jsou jednorázové úkoly, které mohou být přidány nebo odstraněny. Když uživatel dokončí úkol, získá zkušenosti. Ten pak zmizí (může být později nalezen pod „Kompletní“, na kartě úkolů). Na rozdíl od Návyků a Úkolů, Cíle nikdy nezpůsobí, ztrátu zdraví: Cíle, se časem stávají cennější (po dokončení dávají více zkušeností a zlata).

## RPG aspekt
Hlavní částí Habitica je RPG aspekt. RPG hra je takové ve které na sebe hráč bere roli jiné osoby nebo postavy. V Habitica, uživatel získá kontrolu nad postavu, kterou sám navrhne. Uživatel může získávat úrovně a odemykat nové funkce. Nicméně, po smrti, jsou předměty a úroveň ztraceny.

### Postava
Hráč si může přizpůsobit svoji postavu (avatar) pomocí různých možnosti jako jsou vlasy, barva pleti a košile. Brnění a meče, které hráč kupuje, poskytují bonus k vlastnostem. Některé předměty v Habitica pochází z BrowserQuest.
Na třídní systém je další funkce přidávající složitosti RPG aspektu Habitica. Hráči si mohou vybrat jednu ze čtyř tříd, z nichž každá má dispozici jiné brnění, stejně jako různé primární a sekundární vlastnosti, které ovlivňují hratelnost.

### Úrovně
V závislosti na tom, jak dobře hráč dokončí své Návyky, Úkoly, a Cíle, buď získat zkušenosti nebo ztratit "zdraví". Když hráč získá dostatek zkušeností, získá úroveň, ale přijít o všechno zdraví, způsobí, že jejich postava zemře, a klesne o jednu úroveň zpět. Čím vyšší úroveň hráč má, tím více funkcí má k dispozici.

### Měna
Když hráč dokončí Zvyk, Úkol, nebo Cíl, získá zlato a/nebo stříbro, v množství závislém na obtížnosti úkolu. Stříbro stojí zlomek zlata: 100 stříbrných = 1 zlatý. Zlato a stříbro mohou být použity na nákup odměn - což může být buď uživatelem definované, skutečný život odměny, nebo herní předmět který urychlí postup ve hře.

### Domácí zvířata a koně
Při splnění položky, někdy hráč obdrží předmět. Předměty, které lze nalézt, jsou vejce, barevné lektvary a jídlo. Hráč je může kombinovat a tak sbírat sadu 90 domácích zvířata, které mohou zobrazovat vedle jejich avatara, a 90 koní, na kterých jejich avatar může jezdit. Další domácí zvířata a koně mohou být získány během speciální akce a splněním questy.

### Sociální odpovědnost
Hráči se mohou spojit do skupin a plnit questy společně. Hráči se také mohou připojit do klanů a podílet se na výzvách od ostatních hráčů, kde osoba s nejvíce důsledným plněním úkolu vyhraje úspěch. Hráči mohou soutěžit s přáteli a cizinci, stejně jako spolupracovat a zaměřit se na odpovědnosti. Ve skupinách a klanech, stejně jako Hospodě přístupné všem hráčům, mohou hráči navzájem komunikovat prostřednictvím chatu.

### Sezónní akce
K dispozici jsou čtyři sezónní akce s názvem Grand Gala, které se opakují každý rok. V minulosti Sezónní akce uvedly nové questy, speciální předměty, limitovaná edice předmětů a přizpůsobení avatarů , a velké nepřátele společné pro celé společenství, aby společně bojov Jiné svátky, jako je Den svatého Valentýna a Apríl, se slaví obdobně.

## Mobilní aplikace

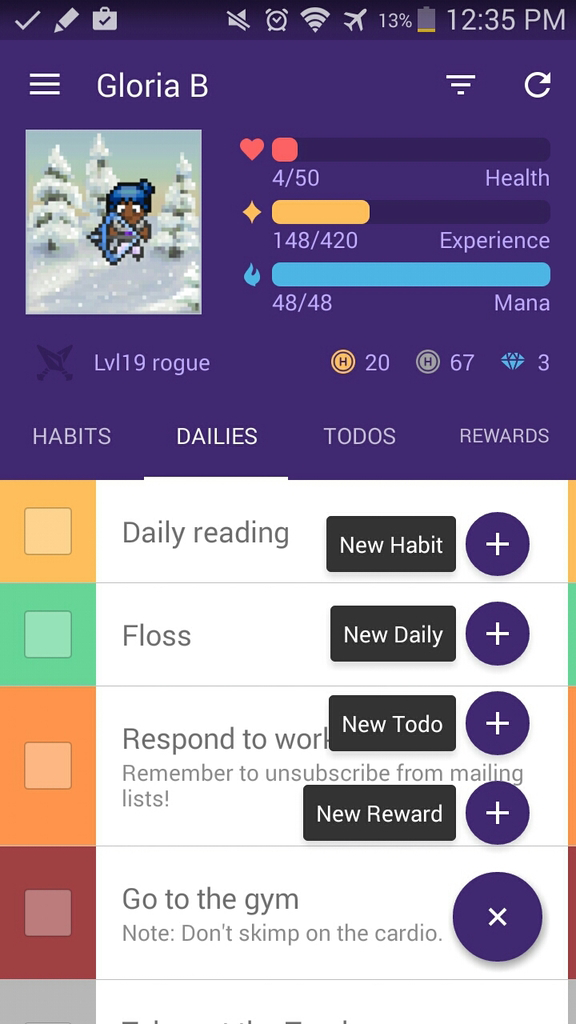
Screenshot mobilní aplikace Habitica na Android.

Oficiální mobilní aplikace jménem Habitica je k dispozici pro operační systémy Android a iOS. Tato mobilní aplikace je náhrada za zastaralou mobilní aplikaci jménem HabitRPG, po dosažení cíle 20000 dolarů na Kickstarter.

## Historie
Tyler Renelle původně vytvořen HabitRPG jako pomoc s jeho vlastnmyí zvyky, inspiroval se knihou osobního rozvoje The Power of Habit a The Now Habit. nejstarší verze HabitRPG byla tabulka Google Docs tabulku s podmíněným formátováním.
Jako komunita HabitRPG rostla, Renelle kontaktoval Siena Lesliea a Vicky Hsu. Leslie a Hsu se stali spoluzakladateli HabitRPG, Inc., který byl formálně začleněn jako společnost v roce 2014.
Webové stránky a aplikace byla přejmenována na Habitica 31. července 2015, po zemi, kde se odehrává dobrodružství. Změna byla provedena, protože někteří uživatelé zjistili, že jméno HabitRPG může být matoucí nebo obtížné zapamatovatelné. Název společnosti zůstal HabitRPG, Inc.

## Komunita
Kromě účasti na webových stránkách a aplikací sociálních aspektů, se komunita podílí na pomoci a zlepšování Habitica.

### Přispěvatelé
Dobrovolníci přispívají k Habitica různými způsoby, například prostřednictvím vytvoření pixel artu, překladem textů, tvorbou hudby a zvukových efektů, psaním blogu na podporu Habitica, editaci wiki, řešením chyb, zaváděním nových funkcí, a odpovídáním na otázky uživatelů.

### Kickstarter
Počínaje 11. lednnem 2013  Renelle zahájil kampaň na získávání finančních prostředků na webu Kickstarter aby zlepšil vývoj aplikace s cílem $25,000. Během kampaně bylo vybráno $41,191 od celkem 2,817 lidí.

## API
Habitica má rozhraní pro programování aplikací (API) které umožňuje programátorům vytvářet aplikace třetích stran, rozšíření a další nástroje, které spolupracují s Habitica.